# 李启新
李启新（1910年2月—2007年6月5日），曾用名文德才、老黑等，中国海南万宁人，新华社香港分社前副社长，泰国共产党、马来亚共产党早期领导人之一。
李于1927年加入中国共产党，1930年后被派往新加坡工作，担任马来亚共产党新加坡区副书记，1934年新加坡共产党组织被海峡殖民地政府破获，李被遣送回中国后关押于海南。1937年中国抗日战争爆发后，李被释放，在中共南方局中从事宣传教育工作。1942年，李被派往泰国，任泰国共产党总书记，并负责出版《真话报》。
1949年中华人民共和国成立后，李担任中共中央统战部综合研究组副组长，后调任中共中央对外联络部处长、秘书长。1978年出任新华社香港分社副社长，1984年离休。
2007年6月5日，李病逝于北京，享年97歲。